# حارة القليسي (صنعاء)
حارة القليسي هي إحدى حارات حي معين بمديرية معين إحد مديريات العاصمة اليمنية صنعاء، بلغ تعداد سكانها 4550 نسمة حسب تعداد اليمن لعام 2004.